# Antonín Kaňourek
Antonín Kaňourek (17. srpna 1886 Strunkovice nad Blanicí – 22. března 1972 Prachatice) byl československý rolník, novinář, politik a meziválečný poslanec Národního shromáždění za Československou stranu lidovou.

## Biografie
Od počátku 20. století se angažoval v křesťanském hnutí. Vynikal jako řečník. V letech 1908-1914 působil jako předseda Sdružení venkovské mládeže v Čechách a po boku Václava Myslivce též coby člen Sdružení českých katolických zemědělců pro Království české. Roku 1912 spolu s Myslivcem založili Křesťansko-sociální stranu lidovou. Byl redaktorem Selské omladiny, což byla příloha Selských listů.
V parlamentních volbách v roce 1925 získal mandát v Národním shromáždění za Československou stranu lidovou. Obhájil ho v parlamentních volbách v roce 1929. Podle údajů k roku 1929 byl profesí rolníkem ve Strunkovicích nad Blanicí.
V 50. letech odmítal vstoupit do JZD, a proto byl označen za vesnického kulaka. Jeho rodina byla perzekvována, ale nátlaku odolal a svým ideálům se nezpronevěřil.